# Епископальная церковь
Епископальная церковь (англ. Episcopal Church) — американская протестантская церковь, входит в Англиканское сообщество. Распространена в США, Гондурасе, Тайване, Колумбии, Эквадоре, Гаити, Доминиканской Республике, Венесуэле, Британских Виргинских островах и части Европы. В соответствии с англиканской традицией и теологией, Епископальная церковь считает себя протестантской, но кафолической.
Является одной из мейнстрим-прогрессивных церквей в США, принимая секулярное христианство, теистический эволюционизм, историческую библейскую критику, уравнивания прав женщин и прав ЛГБТ.

## История
Церковь была организована вскоре после войны за независимость США. Поскольку священнослужители церкви в Великобритании и её колониях должны были присягать на верность британскому монарху, с обретением независимости было решено порвать отношения с Церковью Англии, а присяга на верность британскому монарху была объявлена государственной изменой.
Епископальная церковь принимает активное участие в движении «Социальное Евангелие» с конца XIX века, а в 1960-х и 1970-х годах сыграла ведущую роль в прогрессивном движении и связанных с ним политическими вопросами. Например, в своих резолюциях по вопросам политики Епископальная церковь выступает против смертной казни и поддерживает движение за гражданские права. Некоторые из её лидеров и священников участвуют в демонстрациях, защищающих права человека. Церковь призывает к полному гражданскому равенству для гомосексуалов. В середине 1960-х годов наблюдается пик численности прихожан церкви (3,4 млн, или 1,7 % населения США), в настоящее время число их сократилось почти вдвое. Тем не менее Епископальная церковь (среди христианских деноминаций) и по сей день занимает первое место по среднему доходу и уровню образования своих членов.
Насчитывает 1 394 769 крещённых членов церкви (2024). 

## Отношение к женскому и гомосексуальному священству
Епископальная церковь США практикует ординацию женщин. С 2006 года по 2015 год председательствующим епископом Епископальной церкви США являлась Кэтрин Джеффертс Шори — первая женщина-примас в Англиканском сообществе.
В большинстве диоцезов были рукоположения открытых гомосексуалов (мужчин и женщин), а в некоторых диоцезах на однополые союзы даются благословения. В 2009 году Генеральная конвенция церкви приняла резолюцию, позволяющее проводить обряд благословения в церкви для геев и лесбиянок в штатах, где однополые браки являются законными. Обо всех этих нюансах отдельные члены церкви и духовенство имеют различные мнения и часто не согласны с официально заявленной позицией церкви.
С 2003 года, после рукоположения в епископы открытого гомосексуала Джина Робинсона (англ. Gene Robinson), Епископальная церковь переживает раскол. Негативная реакция последовала незамедлительно со стороны некоторых Англиканских церквей. После конференции в феврале 2007 года в Танзании было принято коммюнике о том, что если до сентября 2007 года Епископальная церковь США не откажется от рукоположения гомосексуалов в священники, то Англиканские церкви прекратят всякое общение с ней. В итоге ряд консервативных епархий либо перешли в юрисдикцию иной поместной церкви, либо стали окормляться иным епископом — движение, которое получило название Anglican realignment. Также был объявлен пятилетний мораторий на рукоположение открытых гомосексуалов во всех провинциях Сообщества. Несмотря на это, в 2010 году в епископы была избрана открытая лесбиянка Мэри Глэсспул, что способствовало очередному витку споров.

## Известные епископалы
С конца XIX века и до 1970-х годов к Епископальной церкви относилась значительная часть (около 25 %) американской политической и финансовой элиты, так, несмотря на то, что процент прихожан Церкви никогда не превышал 3 % населения США (а сейчас составляет около 0,4 %), к Епископальной церкви относилось 11 из 46 американских президентов.
- Джордж Вашингтон — американский политик и полководец, первый президент США в 1789—1797.
- Теодор Рузвельт[но, в раннем детстве был крещён как реформат] — президент США в 1901—1909.
- Франклин Делано Рузвельт — президент США в 1933—1945.
- Томас Дьюи — американский политик, дважды баллотировался в президенты США (1944, 1948).
- Джеральд Форд — президент США (1974—1977).
- Джордж Буш-старший — президент США (1989—1993).
- Майкл Карри — теолог и глава Епископальной церкви (2015—2024).
- Джон Шелби Спонг — американский прогрессивный теолог.
- Пит Буттиджич — американский политик от Демократической партии.